# Souled (album Thomasa Andersa)
Souled – szósty album niemieckiego piosenkarza Thomasa Andersa, wydany 7 kwietnia 1995 roku.

## Lista utworów
| Nr  | Tytuł utworu                                       | Długość |
| --- | -------------------------------------------------- | ------- |
| 1.  | „Souled In”                                        | 0:20    |
| 2.  | „Michelle”                                         | 4:55    |
| 3.  | „Never Knew Love Like This Before”                 | 4:00    |
| 4.  | „Will You Let Me Know”                             | 4:20    |
| 5.  | „The Heat Between The Girls And The Boys”          | 4:49    |
| 6.  | „Look At The Tears”                                | 3:45    |
| 7.  | „Feel For The Physical” (oraz The Pointer Sisters) | 4:30    |
| 8.  | „Carry You With Me”                                | 4:16    |
| 9.  | „Road To Higher Love”                              | 4:05    |
| 10. | „South Of Love”                                    | 4:00    |
| 11. | „A Little Bit Of Loving”                           | 3:55    |
| 12. | „Point Of No Return”                               | 4:54    |
| 13. | „Souled Out”                                       | 0:33    |
|     |                                                    | 48:22   |

Na podstawie Discogs.